# Rhaphidophora pangrango
Rhaphidophora pangrango är en insektsart som beskrevs av Andrej Vasiljevitj Gorochov 2002. Rhaphidophora pangrango ingår i släktet Rhaphidophora och familjen grottvårtbitare. Inga underarter finns listade i Catalogue of Life.